# Odontospiza caniceps
El capuchino cabecigrís (Odontospiza caniceps) es una especie de ave paseriforme de la familia Estrildidae propia de África oriental.

## Descripción
El capuchino cabecigrís es un pájaro rechoncho con la cabeza gris salpicada de pequeñas motas blancas. El plumaje de sus partes superiores es pardo grisáceo con las alas y cola parcialmente negras y el obispillo blanco, mientras que sus partes inferiores son de color canela. Los machos adultos miden alrededor de 11,5 cm de largo y tienen una longitud de ala de 6,5 cm.

## Comportamiento
El capuchino cabecigrís es un ave gregaria, que se desplaza en pequeñas bandadas y con frecuencia mezclado con el capuchino picoplata africano.

## Alimentación
El capuchino cabecigrías se alimenta principalmente de semillas de las gramíneas, aunque complementa su dieta con insectos.

## Desplazamientos
El capuchino cabecigrís se desplaza mucho influido por el clima y la disponibilidad de agua.

## Distribución y hábitat
Se encuentra en las sabanas secas Etiopía, Kenia, Sudán del Sur y Tanzania, aunque nunca demasiado lejos del agua. 
Se estima que se extiende aproximadamente en unos 400,000 km².